# Burghsluis
Burghsluis is een buurtschap en haven in de gemeente Schouwen-Duiveland, in de Nederlandse provincie Zeeland. De buurtschap is ontstaan op de plaats waar het water uit het gebied rond Burgh in de Oosterschelde werd afgewaterd. De buurtschap bestaat uit circa 30 huizen met circa 80 inwoners.
De haven van Burghsluis is tegenwoordig vooral ingericht voor de pleziervaart, maar is in het verleden ook gebruikt voor de visserij en als werkhaven voor Rijkswaterstaat.

## Watersnood
De buurtschap ligt in de polder Oud-Burghsluis, met de beperkte oppervlakte van 4 hectare. Tijdens de Watersnood van 1953 liep deze polder snel vol. In de dertien huisjes van de buurtschap kwamen tien personen om.
Nabij Burghsluis staat de Plompe Toren, de enige overgebleven herinnering aan het verdronken dorp Koudekerke.
Steden: Brouwershaven · Zierikzee

Dorpen: Bruinisse · Burgh · Dreischor · Ellemeet · Haamstede · Kerkwerve · Nieuwerkerk · Noordgouwe · Noordwelle · Oosterland · Ouwerkerk · Renesse · Scharendijke · Serooskerke · Sirjansland · Zonnemaire

Buurtschappen: Beldert · Brijdorpe · Burghsluis · Capelle · Den Osse · Elkerzee · Looperskapelle · Moriaanshoofd · Nieuw-Haamstede · Nieuwerkerke · Schuddebeurs · Westenschouwen · Zijpe

Voormalige gemeentes/plaatsen: Bloois · Bommenede · Duivendijke · Klaaskinderkerke · Rengerskerke en Zuidland · Viane

Zeeland: Steden en dorpen in Zeeland      Nederland: Provincies · Gemeenten